# Лорри-Мардиньи
Лорри-Мардиньи (фр. Lorry-Mardigny) — коммуна на северо-востоке Франции в регионе Гранд-Эст (бывший Эльзас — Шампань — Арденны — Лотарингия), департамент Мозель, округ Мец, кантон Кото-де-Мозель. До марта 2015 года коммуна административно входила в состав упразднённого кантона Верни (округ Мец-Кампань).
Площадь коммуны — 11,36 км², население — 568 человек (2006) с тенденцией к росту: 638 человек (2013), плотность населения — 56,2 чел/км². Ранее входила в состав Лотарингии.

## Население
Численность населения коммуны в 2008 году составляла 584 человека, в 2011 году — 634 человека, а в 2013-м — 638 человек.
| 1962 | 1968 | 1975 | 1982 | 1990 | 1999 | 2006 | 2008 | 2011 | 2013 |
| ---- | ---- | ---- | ---- | ---- | ---- | ---- | ---- | ---- | ---- |
| 337  | 341  | 347  | 373  | 449  | 490  | 568  | 584  | 634  | 638  |

Динамика населения:

## Экономика
В 2010 году из 387 человек трудоспособного возраста (от 15 до 64 лет) 321 были экономически активными, 66 — неактивными (показатель активности 82,9 %, в 1999 году — 67,8 %). Из 321 активных трудоспособных жителей работали 297 человек (162 мужчины и 135 женщин), 24 числились безработными (14 мужчин и 10 женщин). Среди 66 трудоспособных неактивных граждан 24 были учениками либо студентами, 26 — пенсионерами, а ещё 16 — были неактивны в силу других причин.

## Достопримечательности (фотогалерея)

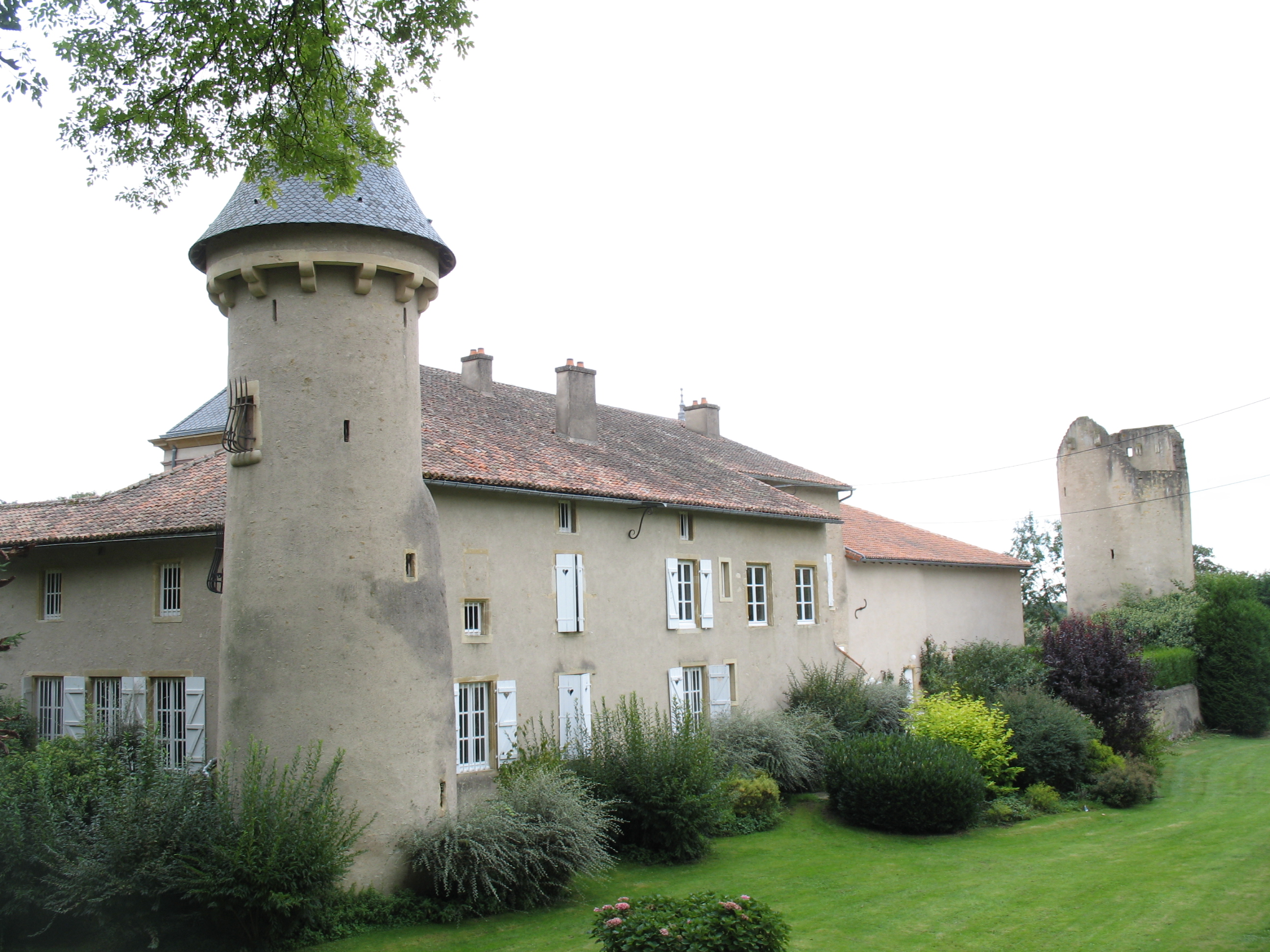
Западный фасад шато Мардиньи
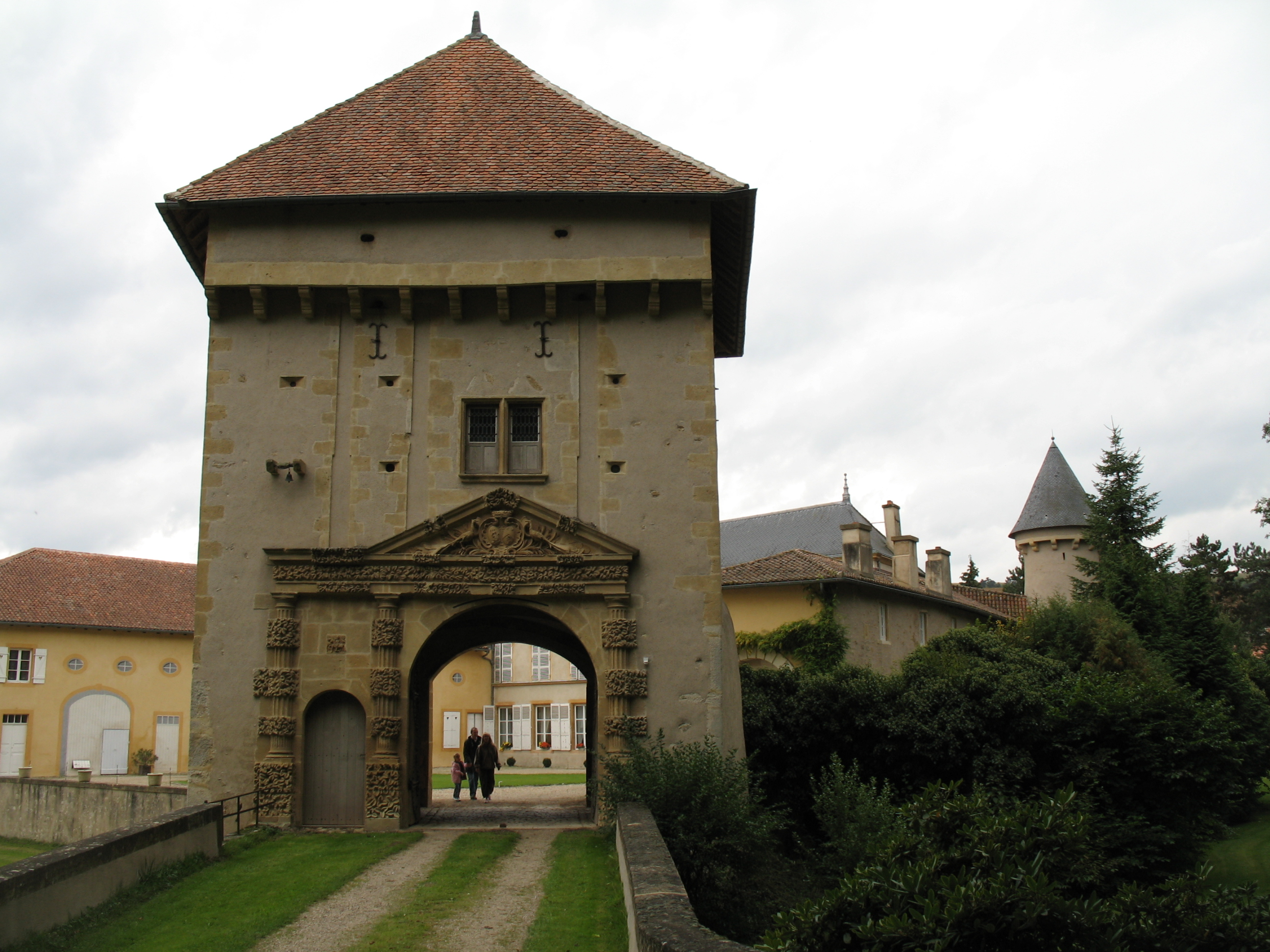
Шато Мардиньи: северная башня
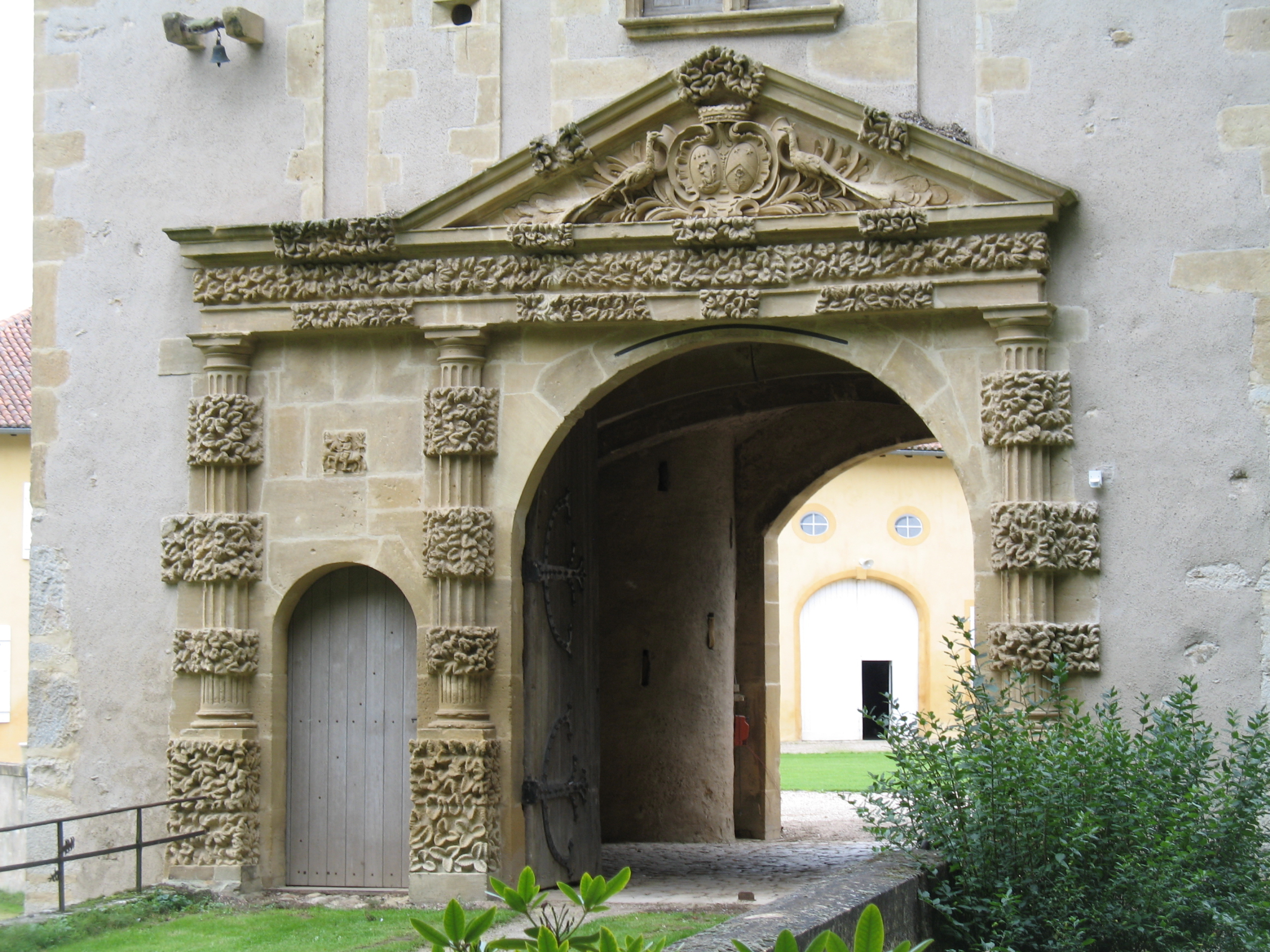
Шато Мардиньи: северные ворота
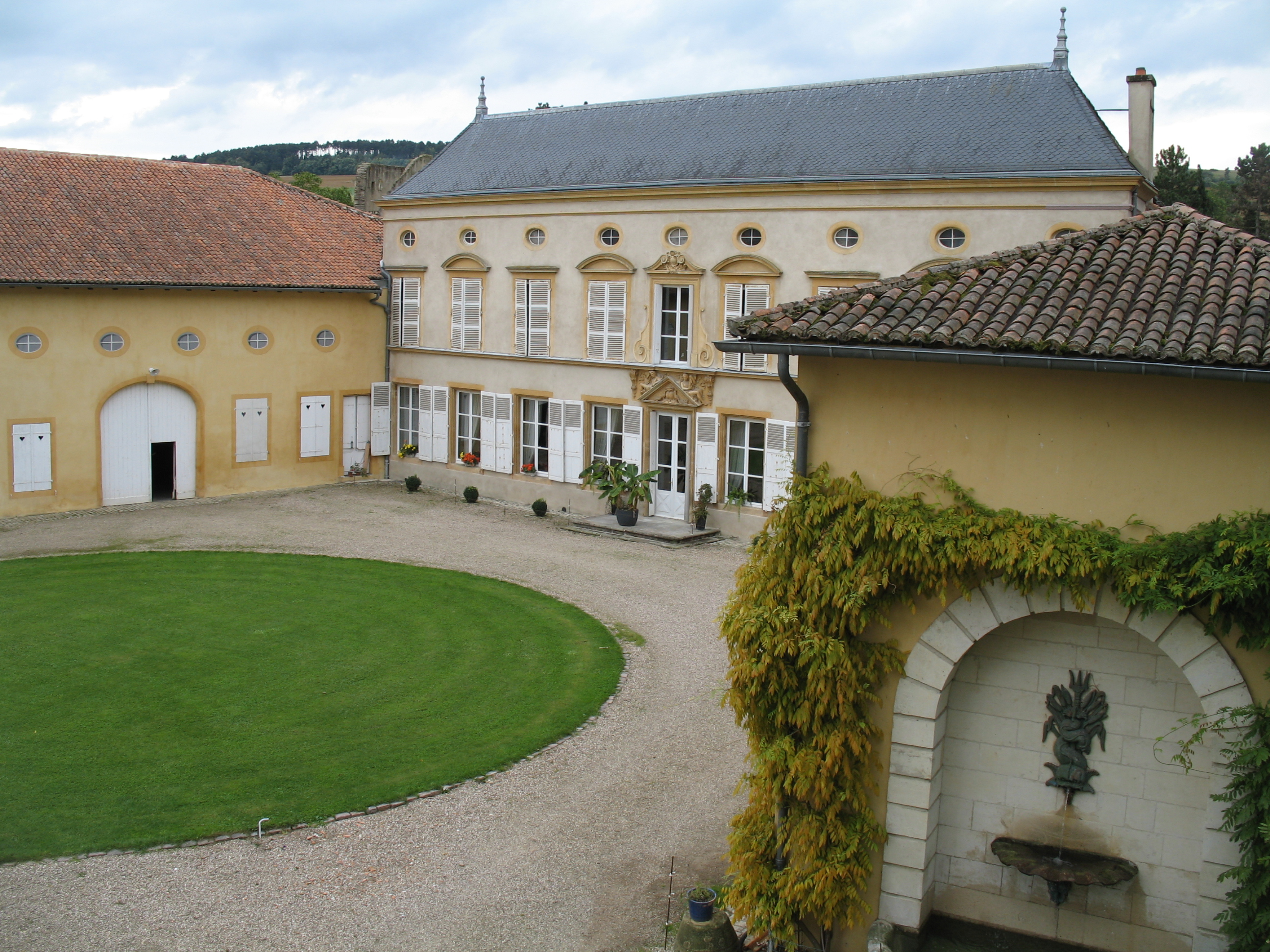
Шато Мардиньи: вид на внутренний двор
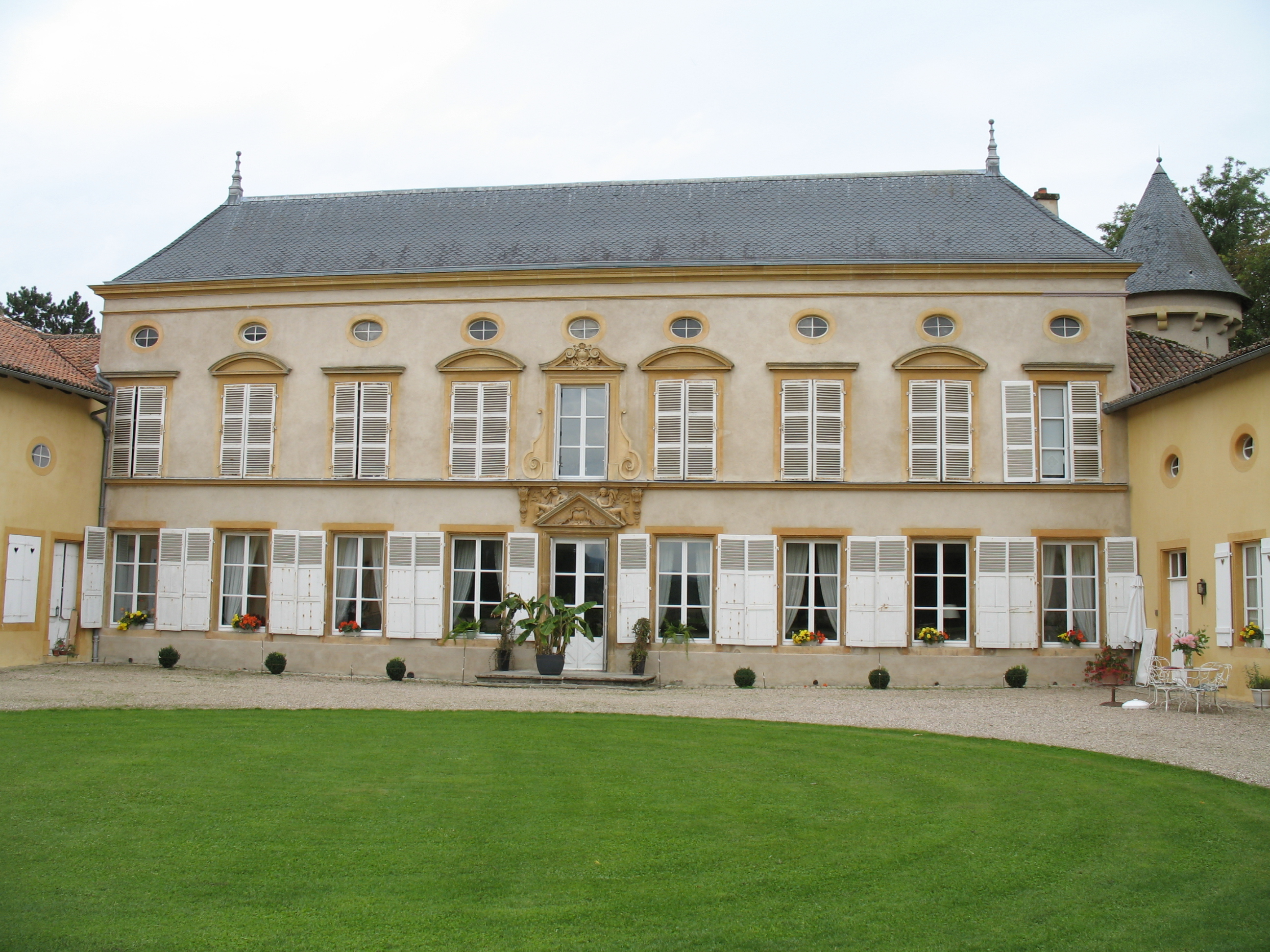
Шато Мардиньи: внутренний двор
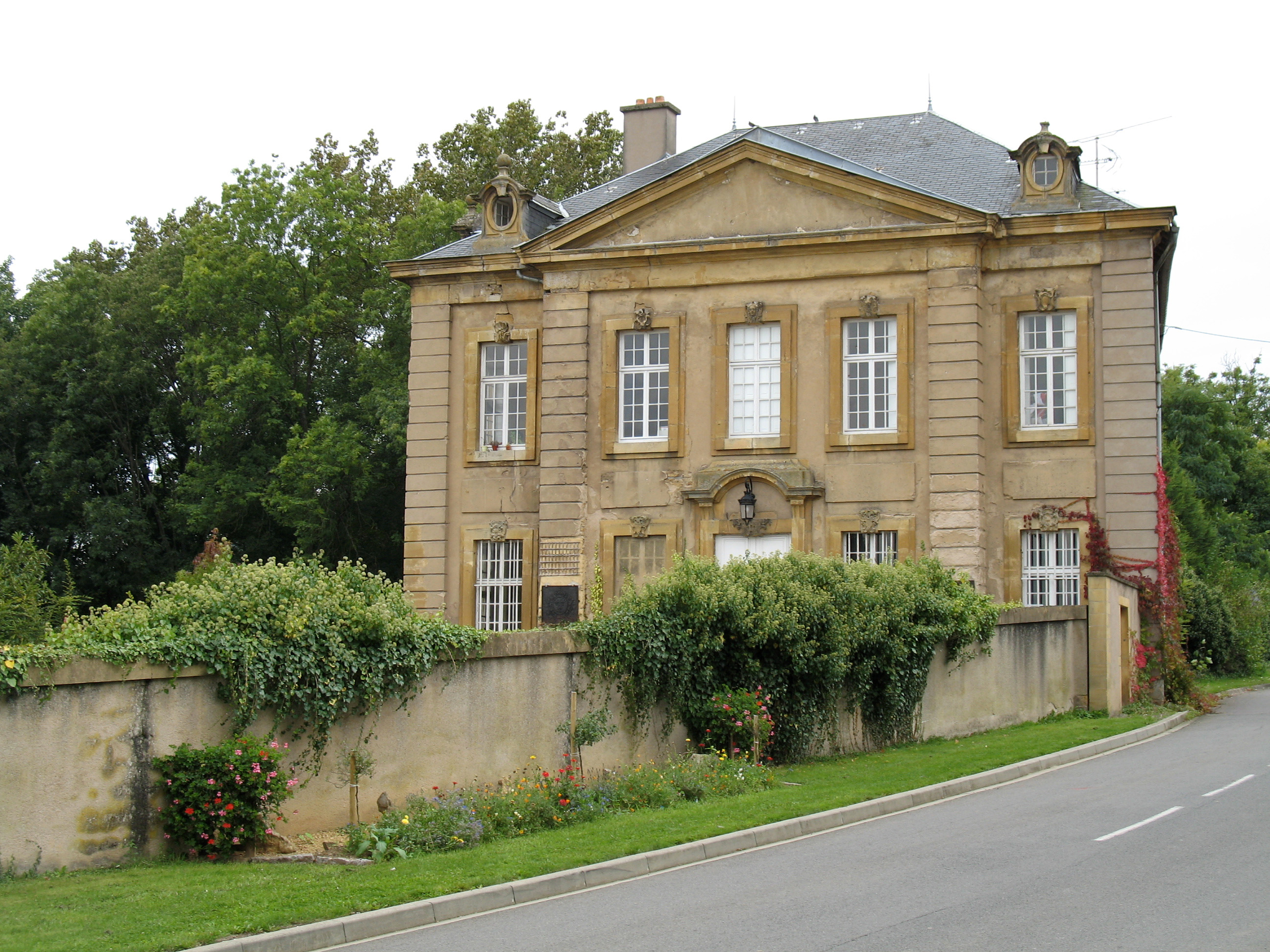
Фасад шато Лорри
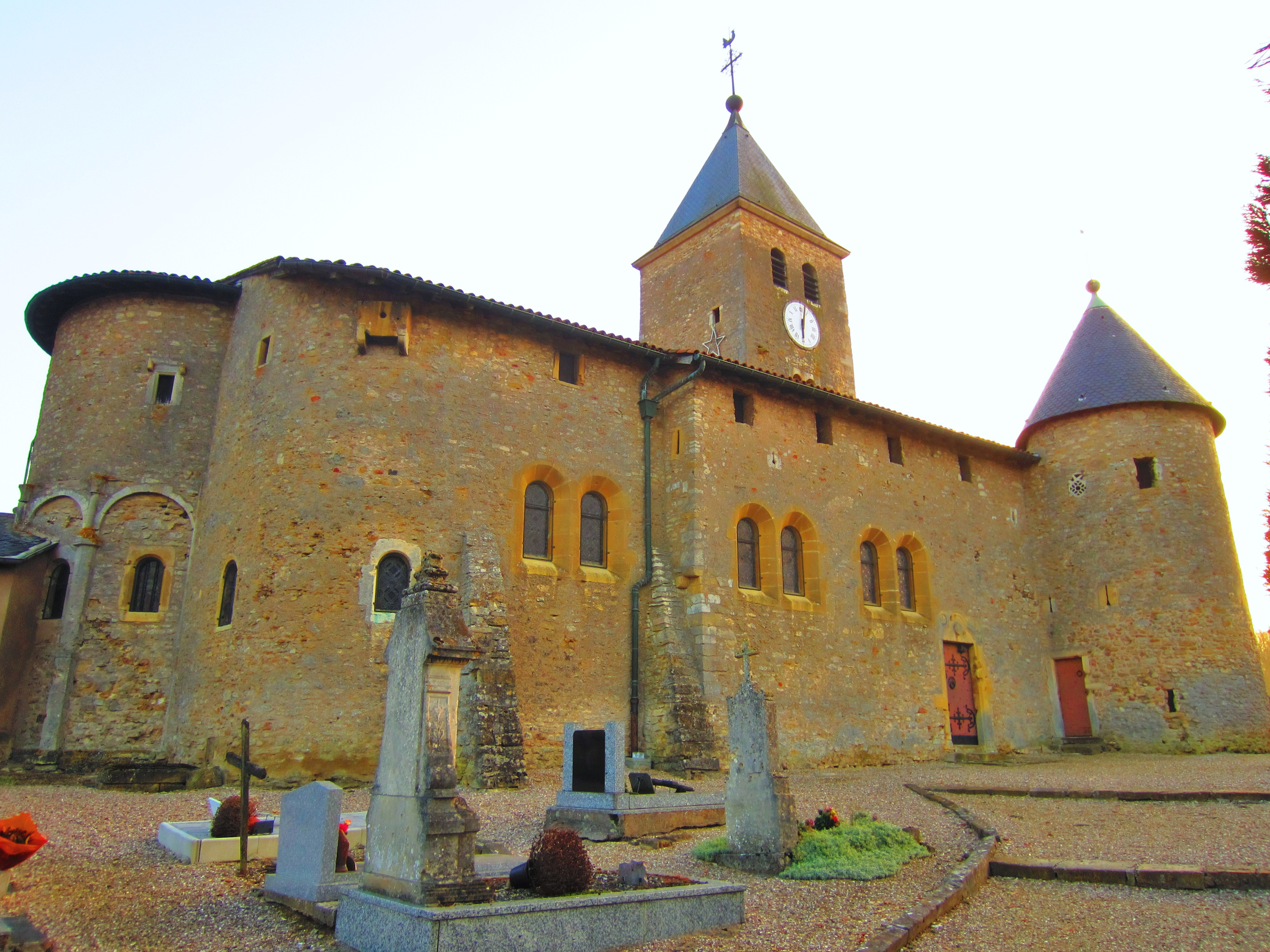
Церковь Сен-Круа
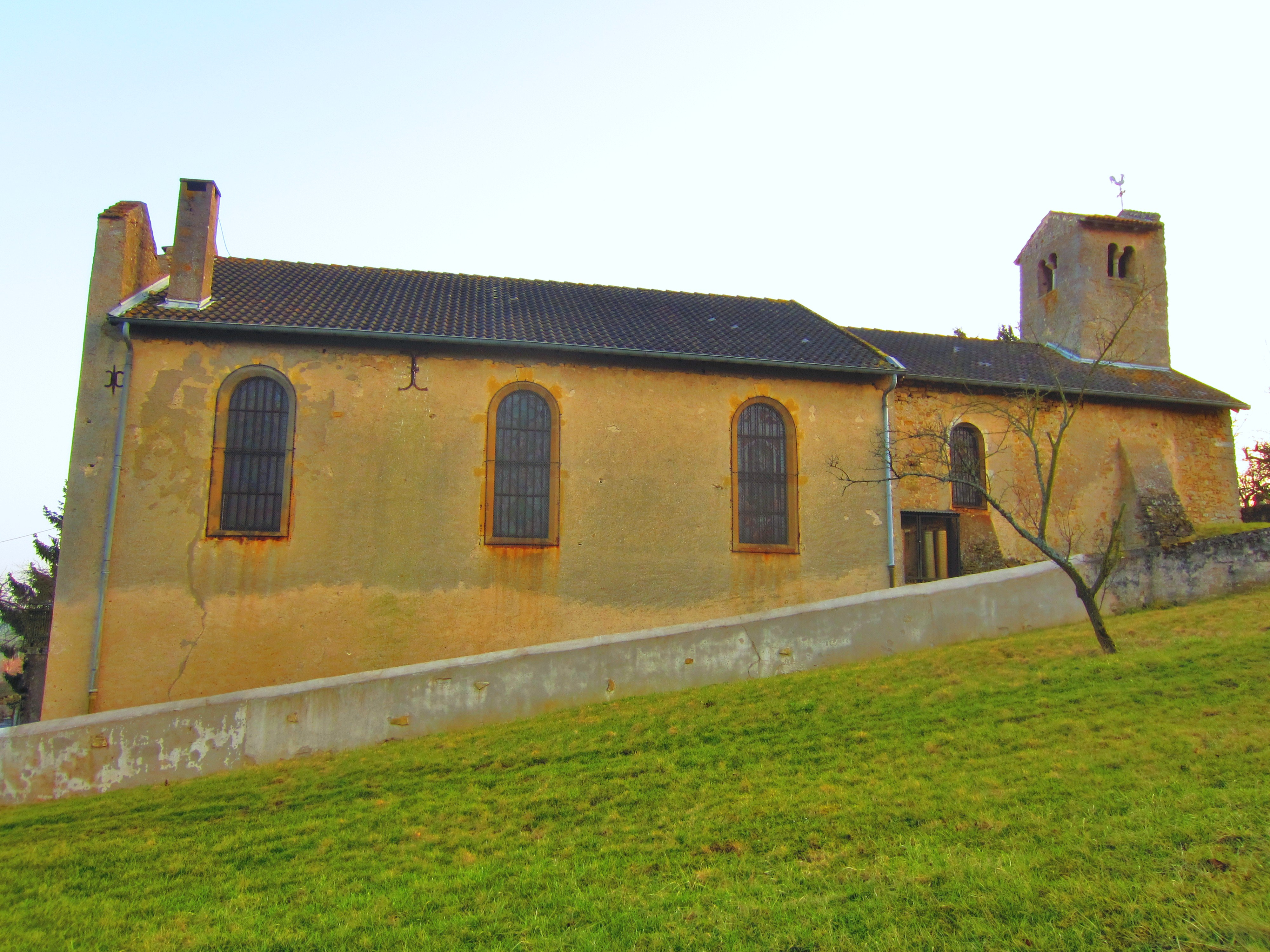
Церковь Сен-Лоран-де-Мардиньи
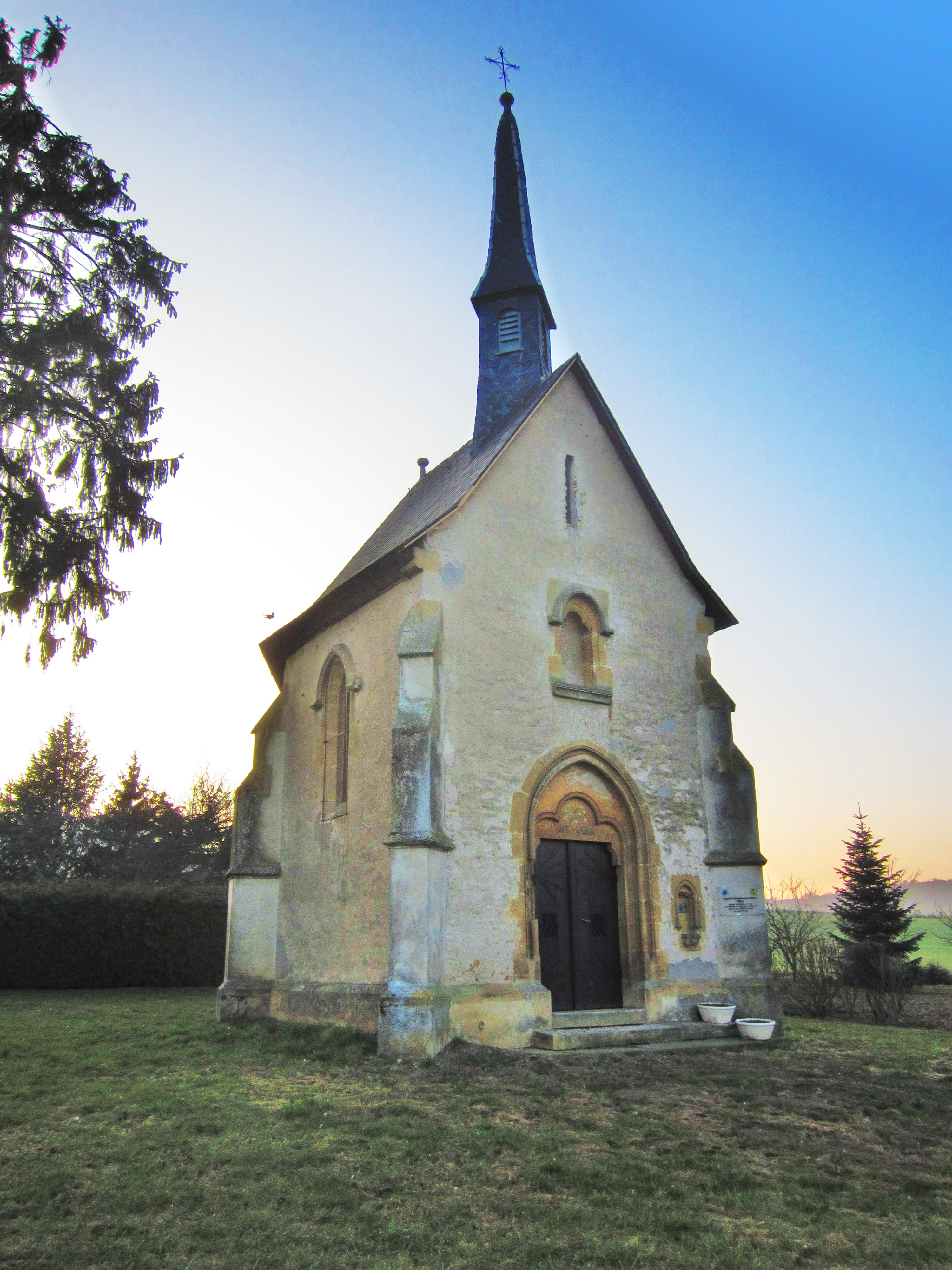
Часовня Нотр-Дам
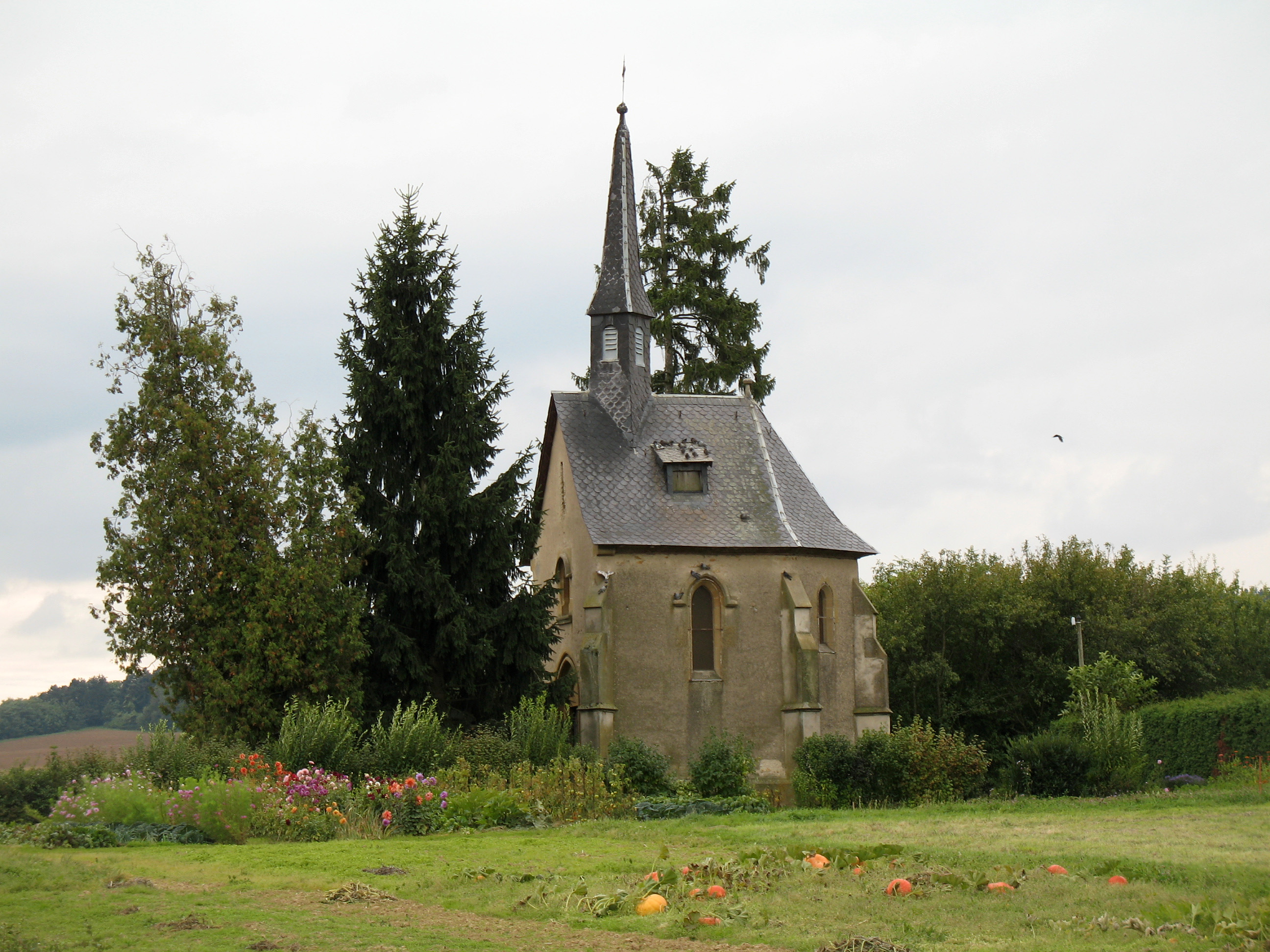
Часовня Нотр-Дам